# Handley Page Gugnunc
El Handley Page HP.39 Gugnunc fue un biplano de madera construido en 1929. El avión fue ideado para presentarse a una competición propuesta por la Fundación Daniel Guggenheim para la Promoción de la Aeronáutica (la Guggenheim Safe Aircraft Competition, Competición Guggenheim de Avión Seguro). La denominación de trabajo original fue Guggenheim Competition Biplane. El nombre Gugnunc fue en principio no oficial (provenía de la historieta de periódico Pip, Squeak and Wilfred, en el Daily Mirror, y más tarde, en películas mudas), pero luego se hizo oficial.

## Diseño y desarrollo

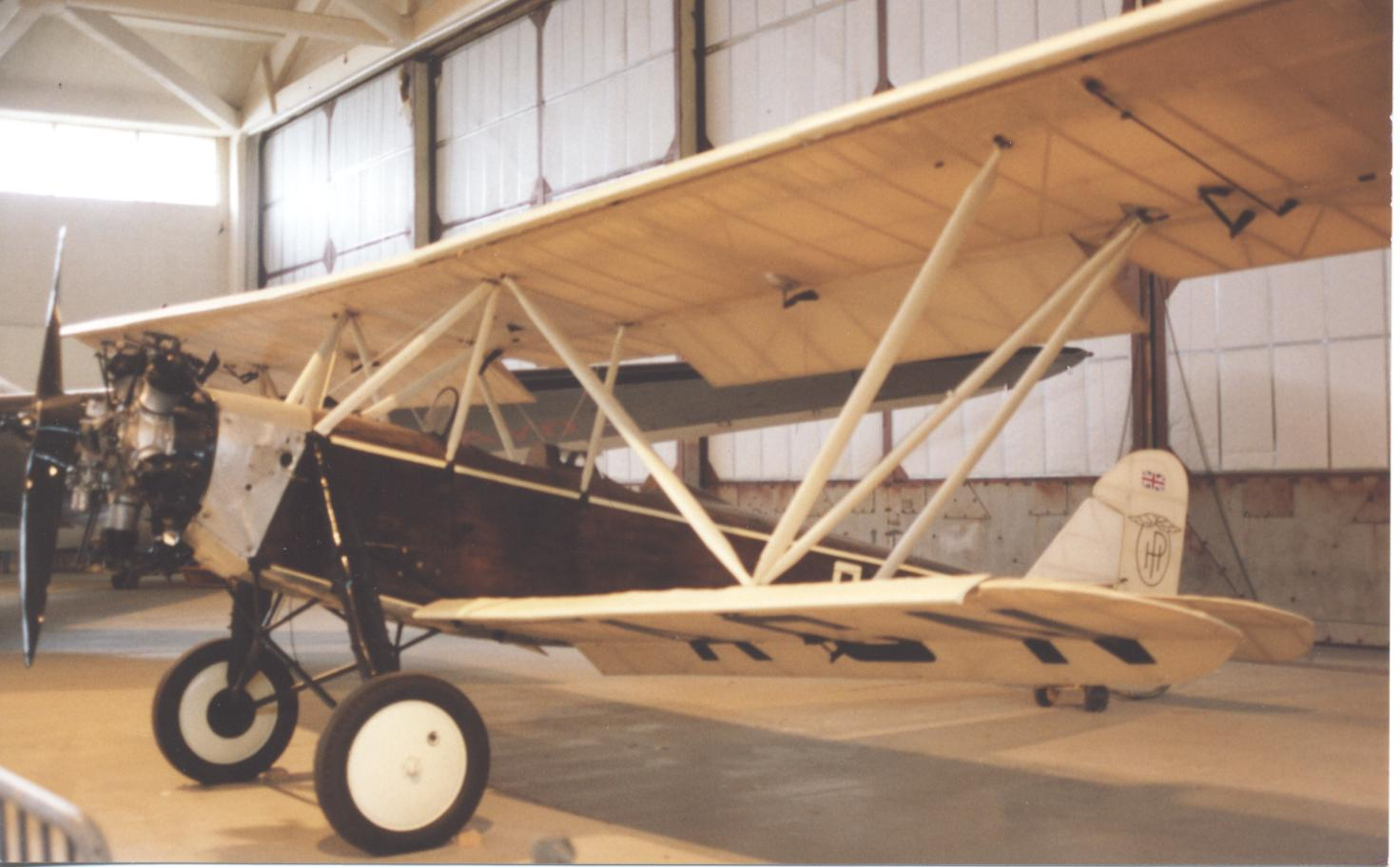
El HP.39 Gugnunc, preservado por el Museo de Ciencias en Wroughton, Wiltshire, en julio de 1992.

Sólo se construyó un ejemplar del modelo, y se le asignó la matrícula civil G-AACN. Utilizaba slots y flaps para conseguir la baja velocidad necesaria y las cortas distancias de despegue y aterrizaje solicitadas para los diferentes premios Guggenheim.
El avión participó en la competición en 1929. La mayor parte de los competidores fracasaron en la misma debido a problemas mecánicos o a no satisfacer las comprobaciones de seguridad de los organizadores. El Gugnunc se comportó adecuadamente, pero no ganó ningún premio.
En mitad de la competición, el equipo de Handley Page notó que los competidores Curtiss estaban usando una versión sin licencia del slot de Handley Page. En los siguientes litigios legales, los abogados de Curtiss sacaron a relucir un juicio de posguerra en el que se prohibía que aviones extranjeros (y particularmente aviones Handley Page) fueran importados a los Estados Unidos.
De vuelta al Reino Unido, el avión continuó volando experimentalmente, y por último fue comprado por el Ministerio del Aire, que le dio la matrícula K1908, y fue destinado al Royal Aircraft Establishment para realizar más pruebas. El avión fue dado de baja en 1934 y presentado en el Museo de Ciencias de Londres. En 2016, fue instalado como pieza central de la Galería Winton del museo. La estructura curvada superior y la disposición de la galería, diseñada por Zaha Hadid, representa el flujo de aire alrededor del avión.

## Operadores
Reino Unido
- Real Fuerza Aérea

## Especificaciones (HP.39)
Referencia datos: British civil aircraft since 1919 Volume II, Handley Page aircraft since 1907

### Características generales
- Tripulación: Dos
- Longitud: 8,2 m (26,7 ft)
- Envergadura: 12 m (39,4 ft)
- Superficie alar: 27,2 m² (292,8 ft²)
- Perfil alar: RAF 28
- Peso vacío: 618 kg (1362,1 lb)
- Peso cargado: 989 kg (2179,8 lb)
- Planta motriz: 1× motor radial de cinco cilindros refrigerado por aire Armstrong Siddeley Mongoose I.
  - Potencia: 110 kW (152 HP; 150 CV)
- Hélices: Bipala de madera de paso fijo
- Capacidad de combustible: 145 L

### Rendimiento
- Velocidad máxima operativa (Vno): 181 km/h (113 MPH; 98 kt)
- Velocidad crucero (Vc): 156 km/h (97 MPH; 84 kt)
- Velocidad mínima controlable (Vmc): 53,9 km/h (33 MPH; 29 kt)
- Régimen de ascenso: 3,7 m/s (728 ft/min)

## Aeronaves relacionadas

### Aeronaves similares
- Curtiss Tanager

### Secuencias de designación
- Secuencia HP._ (interna de Handley Page): ← HP.36 - HP.37 - HP.38 - HP.39 - HP.40 - HP.41 - HP.42 →